# Élections municipales santoméennes de 2010
Des élections municipales se déroulent à Sao Tomé-et-Principe en juillet 2010, afin de désigner les élus des Conseils des districts.

## Contexte
Les élections étaient premièrement prévues pour août 2009, avant d'être repoussées à la demande de José Cassandra, président du gouvernement régional de Principe.

## Résultats
Les districts de Cantagalo, Caué, Lembá et Lobata sont remportées par le Mouvement pour la libération de Sao Tomé-et-Principe – Parti social-démocrate, et ceux d'Água Grande et de Mé-Zóchi par l'Action démocratique indépendante.